# Świątynie Świętych w Dniach Ostatnich

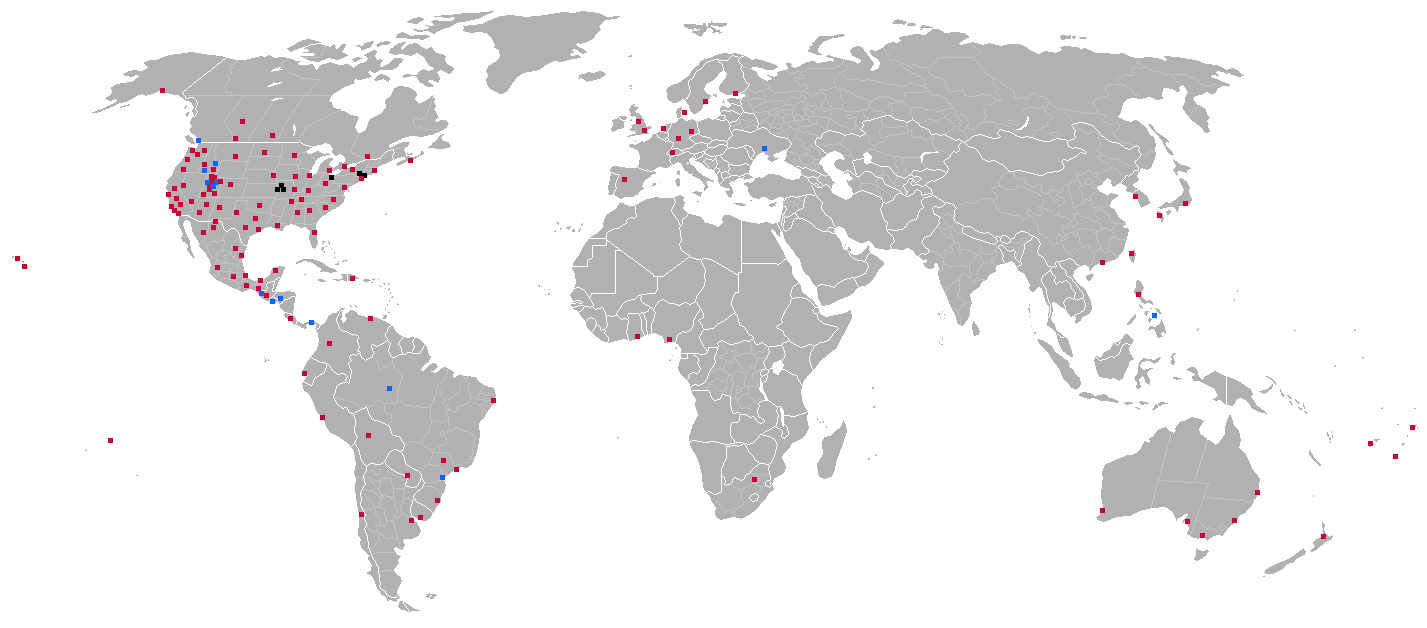
Świątynie Kościoła Jezusa Chrystusa Świętych w Dniach Ostatnich (kolorem czerwonym oznaczono czynne świątynie; niebieskim – których budowa została ogłoszona, lub są w trakcie konstrukcji; czarnym – świątynie dawniej należące do Kościoła oraz niewybudowane)

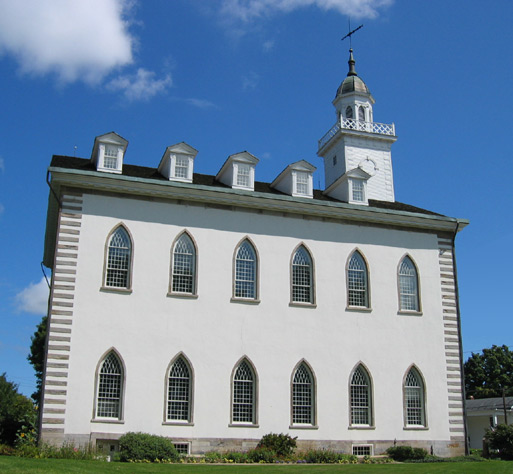
Świątynia Kirtland była pierwszą świątynią wzniesioną przez Świętych w Dniach Ostatnich. Obecnie jest własnością Społeczności Chrystusa

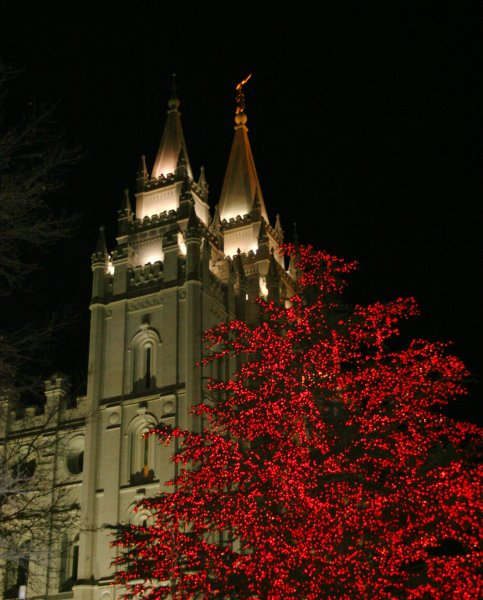
Świątynia Salt Lake – centralna świątynia Kościoła Jezusa Chrystusa Świętych w Dniach Ostatnich – podczas Bożego Narodzenia

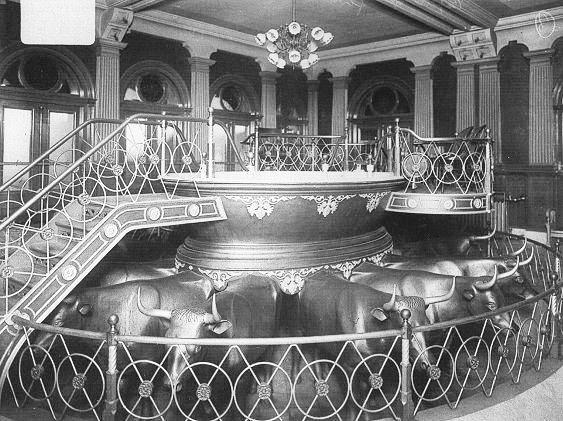
Baptysterium w Świątyni Salt Lake (1912)

Świątynie – sakralne budynki w ruchu świętych w dniach ostatnich, poświęcone Bogu i uważane za domy Boże. Są one dla wiernych miejscami szczególnymi, w których Bóg spotyka się z wierzącymi. Zazwyczaj nie są one przeznaczone do odprawiania typowych regularnych nabożeństw, czy spotkań Kościoła, co odróżnia je od kaplic i innych budynków służących tym celom.
W 2018 roku Kościół Jezusa Chrystusa Świętych w Dniach Ostatnich posiadał 159 świątyń na całym świecie, w których m.in. dokonuje chrztów za osoby zmarłe oraz zawiera małżeństwa na wieczność. Wejście do świątyni uważane jest przez Świętych za zaszczyt i godni tego członkowie Kościoła otrzymują od władz kościelnych specjalne upoważnienia pozwalające na wejście do świątyni i dokonanie obrzędów Ewangelii w imieniu swoim oraz swoich przodków. Inaczej rola świątyń postrzegana jest w Społeczności Chrystusa, gdzie służba świątynna otwarta jest dla wszystkich ludzi. Niektóre denominacje Świętych nie wznoszą świątyń w ogóle, oczekując jednak na zbudowanie świątyni w Syjonie (Independence, w stanie Missouri).

## Historia
W roku 1832, dwa lata po zorganizowaniu Kościoła, prorok Józef Smith otrzymał objawienie, zgodnie z którym Bóg pragnął, aby Święci w Dniach Ostatnich zbudowali mu świątynię. Miało to stanowić jeden z elementów pełnego przywrócenia prawdy i odnowienia Kościoła w dniach ostatnich. Święci powoływali się przy tym na świadectwa Biblii i Księgi Mormona mówiące o podobnych praktykach wśród starożytnych wierzących. Pierwsza świątynia, jaką wznieśli Święci w Dniach Ostatnich, wyświęcona została przez proroka Smitha 27 marca 1836 r. Obecnie jest ona własnością Społeczności Chrystusa. Jej budowa była podyktowana objawieniem (Nauki i Przymierza 88:119 [wydanie Kościoła LDS]; 85:36b [wydanie Społeczności Chrystusa]). Nauka o świątyni w ruchu Świętych w Dniach Ostatnich została oparta również o biblijne proroctwo Malachiasza (3:1):

Oto Ja posyłam mojego anioła, aby mi przygotował drogę przede mną. Potem nagle przyjdzie do swej świątyni Pan, którego oczekujecie, to jest anioł przymierza, którego pragniecie. Zaiste, on przyjdzie - mówi Pan Zastępów.

Na tej podstawie pierwsi święci tłumaczyli, iż świątynia musi zostać wybudowana, zanim nastąpi powtórne przyjście Chrystusa. W 1839 r. święci postanowili założyć nową centralę Kościoła w Nauvoo, w stanie Illinois, gdzie wzniesiono ostatecznie drugą świątynię. Narastające konflikty skończyły się męczeńską śmiercią proroka w 1844 r. Ceremonię dedykacyjną Świątyni Nauvoo przeprowadził w 1846 r. członek Kworum Dwunastu Apostołów – Orson Hyde. Po śmierci założyciela, ruch świętych w dniach ostatnich ostatecznie podzielił się na szereg ugrupowań uważających się za prawowitych spadkobierców przywróconego Kościoła. Od tego czasu, najwięcej świątyń wzniesionych zostało przez grupę świętych, którym przewodził Brigham Young (zwaną również mormonami). W 1893 r. poświęcona została Świątynia Salt Lake, będąca głównym ośrodkiem największej obecnie denominacji świętych – Kościoła Jezusa Chrystusa Świętych w Dniach Ostatnich.
W 1994 r. Społeczność Chrystusa poświęciła swoją centralną świątynię w miejscowości Independence, w stanie Missouri. Świątynia Independence jako jedyna wśród wszystkich świątyń wzniesionych przez ruch świętych w Dniach Ostatnich, zbudowana została w miejscowości, którą prorok Smith naznaczył w 1831 r. pod budowę centralnej świątyni, gdzie powstać ma w dniach ostatnich Syjon.

## Cele
Historycznie świątynie świętych w dniach ostatnich spełniać miały rolę:
- Domu Pańskiego – Józef Smith, Jr. w dokumencie z 1836 r. stwierdził, że Świątynia Kirtland zbudowana została, „aby Syn Człowieczy mógł mieć miejsce, by objawiać Siebie Swojemu ludowi”.
- Domu nauki – przy Świątyni Kirtland działała „Szkoła Proroków”.
- Centrum miasta Syjon – dotyczyło proroctw o świątyni, która wzniesiona miała być w mieście Syjon i do której zstąpić miał Jezus Chrystus w czasie swego powtórnego przyjścia.
- Siedziby Kościoła – Świątynia Kirtland służyła w roli siedziby centralnej Kościoła w latach 1836–1837.
- Miejsca sprawowania obrzędów – od momentu wzniesienia drugiej świątyni (Nauvoo), świątynia miała pełnić funkcję szczególnego miejsca, gdzie dokonuje się specjalnych obrzędów Ewangelii.

## Lista świątyń

### Pierwsze świątynie (1830-1850)
|  | Świątynia Kirtland Położenie: Kirtland, Ohio, Stany Zjednoczone Poświęcono: 27 marca 1836 Poświęcił: Prezydent Józef Smith, Jr. Uwagi: Własność Społeczności Chrystusa (zob. Świątynie Społeczności Chrystusa nr 1) |
|  | Świątynia Nauvoo Położenie: Nauvoo, Illinois, Stany Zjednoczone Poświęcono: 30 kwietnia 1846 Poświęcił: Apostoł Orson Hyde Uwagi: Świątynia spłonęła w 1848 r. W 2002 r. została odbudowana przez Kościół Jezusa Chrystusa Świętych w Dniach Ostatnich (zob. Świątynie Kościoła Jezusa Chrystusa Świętych w Dniach Ostatnich nr 113) |

### ŚwiątynieKościoła Jezusa Chrystusa Świętych w Dniach Ostatnich
|  | 1. Świątynia St. George Utah Położenie: St. George, Utah, Stany Zjednoczone Ogłoszono: 31 stycznia 1871 Poświęcono: 6 kwietnia 1877 Poświęcił: Apostoł Daniel H. Wells Ponownie poświęcono: 11 listopada 1975 Poświęcił: Prezydent Spencer W. Kimball Uwagi:                                                                                      |
|  | 2. Świątynia Logan Utah Położenie: Logan, Utah, Stany Zjednoczone Ogłoszono: 1863 Poświęcono: 17 maja 1884 Poświęcił: Prezydent John Taylor Ponownie poświęcono: 13 marca 1979 Poświęcił: Prezydent Spencer W. Kimball Uwagi: |
|  | 3. Świątynia Manti Utah Położenie: Manti, Utah, Stany Zjednoczone Ogłoszono: 25 czerwca 1875 Poświęcono: 21 maja 1888 Poświęcił: Prezydent Lorenzo Snow Ponownie poświęcono: 14 czerwca 1985 Poświęcił: Prezydent Gordon B. Hinckley Uwagi: |
|  | 4. Świątynia Salt Lake Utah Położenie: Salt Lake City, Utah, Stany Zjednoczone Ogłoszono: 28 lipca 1875 Poświęcono: 6 kwietnia 1893 Poświęcił: Prezydent Wilford Woodruff Uwagi: Świątynia poświęcona była podczas 31 sesji pomiędzy 6 a 24 kwietnia                                                                                              |
|  | 5. Świątynia Laie Hawaje Położenie: Lā'ie, Hawaje, Stany Zjednoczone Ogłoszono: 1 października 1915 Poświęcono: 27 listopada 1919 Poświęcił: Prezydent Heber J. Grant Ponownie poświęcono: 13 czerwca 1978 Poświęcił: Prezydent Spencer W. Kimball Uwagi:                                                                                         |
|  | 6. Świątynia Cadrston Alberta Położenie: Cadrston, Alberta, Kanada Ogłoszono: 27 czerwca 1913 Poświęcono: 26 sierpnia 1923 Poświęcił: Prezydent Heber J. Grant Ponownie poświęcono: 22 czerwca 1991 Poświęcił: Prezydent Gordon B. Hinckley Uwagi:                                                                                                |
|  | 7. Świątynia Mesa Arizona Położenie: Mesa, Arizona, Stany Zjednoczone Ogłoszono: 3 października 1919 Poświęcono: 23 października 1927 Poświęcił: Prezydent Heber J. Grant Ponownie poświęcono: 15 kwietnia 1975 Poświęcił: Prezydent Spencer W. Kimball Uwagi: Pierwsza świątynia oferująca obrzędy w języku innym, niż angielski – w hiszpańskim |
|  | 8. Świątynia Idaho Falls Idaho Położenie: Idaho Falls, Idaho, Stany Zjednoczone Ogłoszono: 3 marca 1937 Poświęcono: 23 września 1945 Poświęcił: Prezydent George Albert Smith Uwagi: |
|  | 9. Świątynia Berno Szwajcaria Położenie: Münchenbuchsee, Szwajcaria Ogłoszono: 1 lipca 1952 Poświęcono: 11 września 1955 Poświęcił: Prezydent David O. McKay Ponownie poświęcono: 23 listopada 1992 Poświęcił: Prezydent Gordon B. Hinckley Uwagi: Pierwsza świątynia, w której do przeprowadzenia ceremonii obdarowania wykorzystano film        |
|  | 10. Świątynia Los Angeles Kalifornia Położenie: Los Angeles, Kalifornia, Stany Zjednoczone Ogłoszono: 6 marca 1937 Poświęcono: 11 marca 1956 Poświęcił: Prezydent David O. McKay Uwagi: |
|  | 11. Świątynia Hamilton Nowa Zelandia Położenie: Hamilton, Nowa Zelandia Ogłoszono: 17 lutego 1955 Poświęcono: 20 kwietnia 1958 Poświęcił: Prezydent David O. McKay Uwagi: |
|  | 12. Świątynia Londyn Anglia Położenie: Linfield, Surrey Ogłoszono: 17 lutego 1955 Poświęcono: 7 września 1958 Poświęcił: Prezydent David O. McKay Ponownie poświęcono: 18 października 1992 Poświęcił: Prezydent Gordon B. Hinckley Uwagi: |
|  | 13. Świątynia Oakland Kalifornia Położenie: Oakland, Kalifornia, Stany Zjednoczone Ogłoszono: 26 maja 1962 Poświęcono: 19 listopada 1964 Poświęcił: Prezydent David O. McKay Uwagi: |
|  | 14. Świątynia Ogden Utah Położenie: Ogden, Utah, Stany Zjednoczone Ogłoszono: 24 sierpnia 1967 Poświęcono: 18 stycznia 1972 Poświęcił: Prezydent Józef Fielding Smith Uwagi: |
|  | 15. Świątynia Provo Utah Położenie: Provo, Utah, Stany Zjednoczone Ogłoszono: 14 sierpnia 1967 Poświęcono: 9 lutego 1972 Poświęcił: Prezydent Harold B. Lee Uwagi: Prezydent Lee odczytał modlitwę dedykacyjną przygotowaną przez Prezydenta Józefa Fieldinga Smitha                                                                              |
|  | 16. Świątynia Waszyngton D.C. Położenie: Kensingston, Maryland, Stany Zjednoczone Ogłoszono: 15 listopada 1968 Poświęcono: 19 listopada 1974 Poświęcił: Prezydent Spencer W. Kimball Uwagi: |
|  | 17. Świątynia São Paulo Brazylia Położenie: São Paulo, Brazylia Ogłoszono: 1 marca 1975 Poświęcono: 30 października 1978 Poświęcił: Prezydent Spencer W. Kimball Ponownie poświęcono: 22 lutego 2004 Poświęcił: Prezydent Gordon B. Hinckley Uwagi:                                                                                               |
|  | 18. Świątynia Tokio Japonia Położenie: Tokio, Japonia Ogłoszono: 9 sierpnia 1975 Poświęcono: 27 października 1980 Poświęcił: Prezydent Spencer W. Kimball Uwagi: |

### ŚwiątynieSpołeczności Chrystusa
|  | 1. Świątynia Kirtland Położenie: Kirtland, Ohio, Stany Zjednoczone Poświęcono: 27 marca 1836 Poświęcił: Prezydent Józef Smith, Jr. Uwagi:                |
|  | 2. Świątynia Independence Położenie: Independence, Missouri, Stany Zjednoczone Poświęcono: 17 kwietnia 1994 Poświęcił: Prezydent Wallace B. Smith Uwagi: |

### ŚwiątynieFundamentalistycznego Kościoła Jezusa Chrystusa Świętych w Dniach Ostatnich
|  | Świątynia Eldorado Położenie: Eldorado, Teksas, Stany Zjednoczone Poświęcono: 1 stycznia 2005 Poświęcił: Prezydent Warren Jeffs Uwagi: |